# Первомайская (порода кур)
Первомайская — ценная редкая порода кур СССР. Порода создана путём сложного скрещивания украинскими птицеводами юрловских голосистых кур с зарубежными породами виандот и род-айленд для повышения яичной и мясной продуктивности.
В России эти куры очень ценятся.

## История выведения
Кур этой породы выводили в Украине, в совхозе «1 Мая» в Харьковской области, из-за этого кур так и назвали. Эта порода была выведена путём скрещивания отечественных юрловских голосистых с зарубежными породами: виандотами, а также — с род-айландами.

## Внешний вид
Это довольно крупная птица с серебристо-белым оперением. Туловище широкое и длинное, с округлой и выпуклой грудью. Костяк при этом хорошо развит. Голова широкая, с небольшим розовым гребнем. Ноги средней длины, желтоватого оттенка. Оперение плотное, серебристо белое.
У кур первомайской породы более сильный, уравновешенный характер по сравнению с, например, леггорнами.

## Продуктивность
В итоге селекции первомайская порода объединила все качества родословных пород: высокий вес тела, яиц, хорошо развитый вес и мускулатуру, высокую яйценоскость зимой (от породы род-айленд), исключительную приспособленность к условиям, в которых выращивается юрловская порода, и особенности телосложения породы виандот.
Средняя масса петухов — около 3,7 кг, кур — более 2,6 килограммов.
Яйценоскость молодых кур-молодок в среднем — около 140—142 яиц. Масса яиц достигает в среднем 59,4 грамма. На Всесоюзной сельскохозяйственной выставке была также курица, которая снесла за год 184 яйца.

## Ценность
1. В СССР, а позже — в России, эти куры очень ценятся из-за привлекательного вида, большой массы и хорошей яичной продуктивности[3]
2. Также обнаружена ценность первомайских кур в том, что при скрещивании с русскими белыми у них повышается яйценоскость..
3. Куры спокойны. Первомайские обладают более сильными и уравновешенными нервными процессами.